# Horanie (obwód miński)
Horanie (biał. Гарані; ros. Горани, Gorani) – wieś na Białorusi, w obwodzie mińskim, w rejonie mińskim, w sielsowiecie Horanie.
Miejscowość, pod nazwą Gorani, pojawia się na kartach powieści Sergiusza Piaseckiego Kochanek Wielkiej Niedźwiedzicy.